# Isabella d'Este av Modena
Isabella d'Este av Modena, född 1634, död 1666, hertiginna av Parma; gift med hertig Ranuccio II av Parma. 
Isabella var dotter till hertig Francesco I av Modena och Maria Caterina Farnese. 
Hon trolovades med sin morbror Ranuccio II sedan dennas första hustru Margareta Violante av Savojen hade dött i barnsäng tidigare samma år. Bröllopet ägde rum den 18 februari 1664, då Isabella anlände till Parma och paret träffades för första gången. 
Vid detta tillfälle anordnades storslagna firanden och musikuppträdanden. Paret fick tre barn.
Isabella beskrivs som en subtil kännare av musik, och agerade mecenat till den italienske virtuosen violinisten och kompositören Marco Ucellini. 
Isabella dog av komplikationer efter sin sista förlossning den 21 augusti 1666. Begravd i katedralen Santa Maria della Stekatta. 
Efter hennes död gifte sig Ranuccio med hennes syster Maria d'Este.